# 肖特利 (特拉華州)
肖特利（英語：Shortly）是位於美國特拉華州蘇塞克斯縣的一個非建制地區。該地的面積和人口皆未知。

## 地理
肖特利的座標為38°36′26″N 75°23′41″W / 38.60722°N 75.39472°W，而該地的平均海拔高度為14米（即46英尺）。